# Black Box

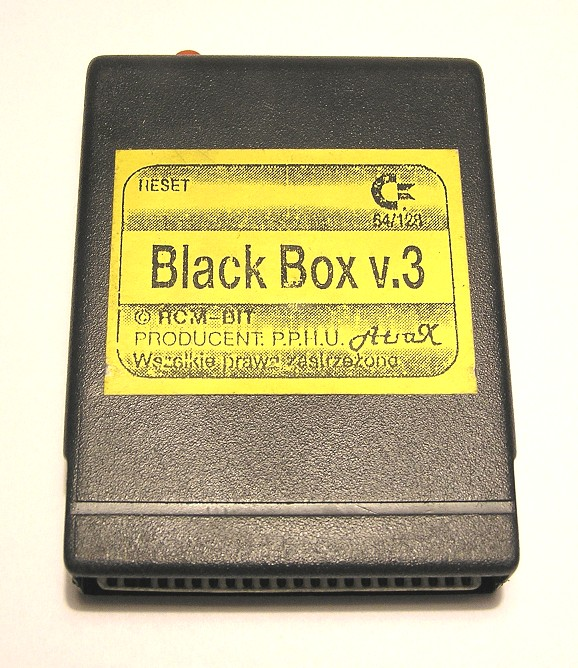
Black Box w wersji 3

Black Box – rodzaj kartridża dla komputerów Commodore 64. Jeden z najczęściej używanych kartridżów, produkowany w Polsce przez firmę ROM-BIT (projekt Romualda Drahokaupila) i po przekazaniu praw od 1994 roku produkowały je 2 firmy: Atrax z Warszawy oraz MIAN z Wrocławia.
Po włożeniu w specjalne gniazdo (slot) komputera Black Box wzbogacał Commodore 64 o nowe funkcje, m.in. przyspieszenie zapisu i odczytu danych z taśmy magnetycznej, dodatkowe komendy wydawane z linii poleceń oraz (w późniejszych wersjach) syntezę mowy przy pomocy fonemów.
Produkowany w wielu wersjach uzupełnianych o nowe funkcje.